# Unsere Liebe Frau (Ehingen)

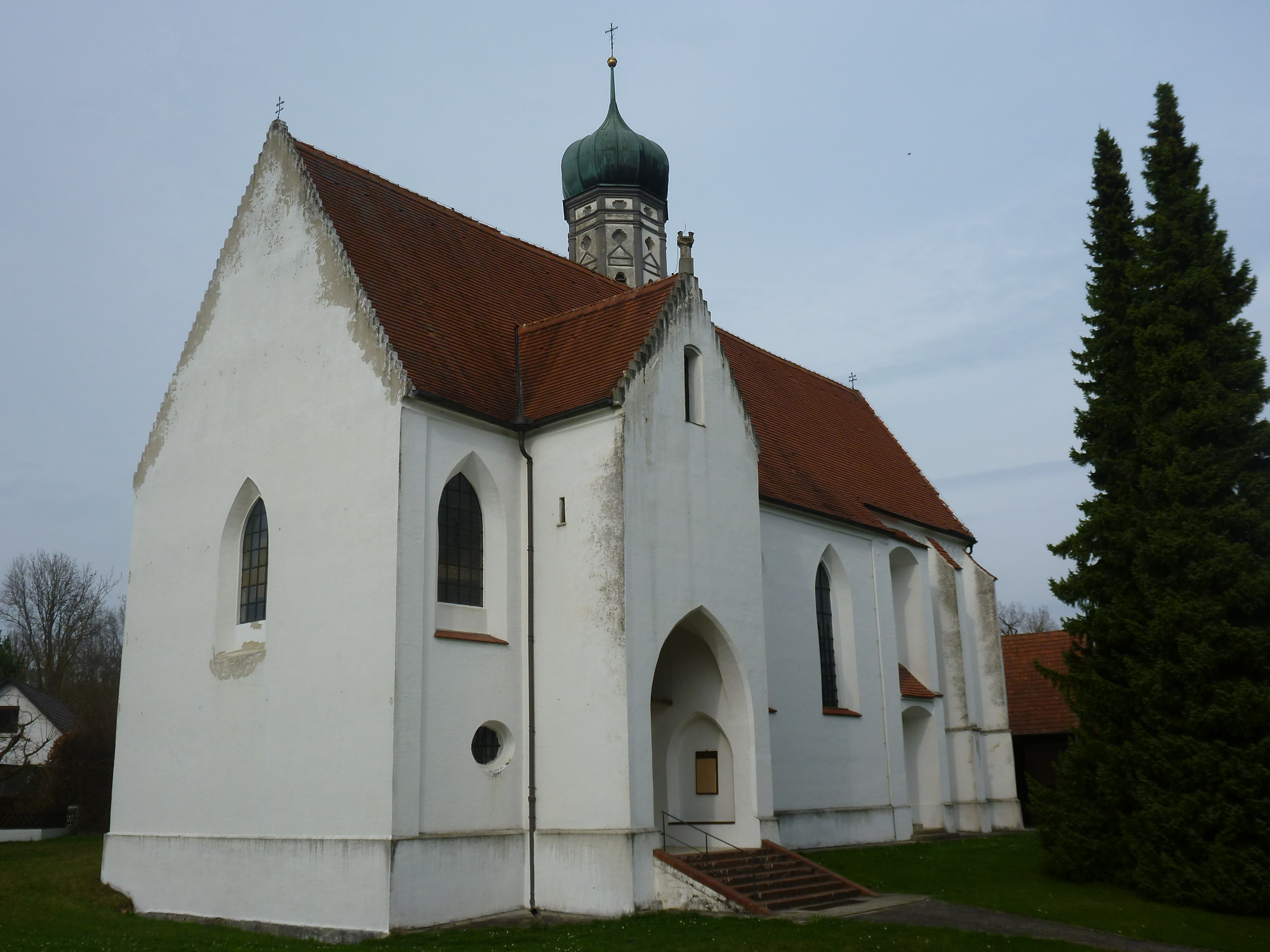
Unsere Liebe Frau in Ehingen

Die römisch-katholische Filialkirche Unsere Liebe Frau steht in Ehingen im schwäbischen Landkreis Augsburg in Bayern. Das Bauwerk ist in der Liste der Baudenkmäler in Ehingen (Landkreis Augsburg) als Baudenkmal unter der Nr. D-7-72-134-1 eingetragen. Die Kirchengemeinde gehört zum Bistum Augsburg.

## Beschreibung
Die 1494 geweihte Saalkirche besteht aus einem Langhaus, einem eingezogenen, dreiseitig geschlossenen, von Strebepfeilern gestützten Chor im Osten und einem Chorflankenturm an der Nordwand des Chors, der um 1690 nach Plänen von Valerian Brenner achteckig aufgestockt und mit einer Zwiebelhaube bedeckt wurde. Um 1675 wurde an der Nordwand des Langhauses eine Kapelle angebaut, deren Stuck Johann Schmuzer zugewiesen wird. Sie dient der Familie Fugger als Grablege. 
Der Innenraum des Langhauses ist mit einer Kassettendecke überspannt. Der Stuck wird Johann Schmuzer zugeschrieben. Die Kartuschen in den Nischen des Langhauses stammen von Joseph Anton Feuchtmayer. Der Kreuzweg wurde von Johann Georg Dominikus Grasmair gestaltet.